# Segimon el Vell

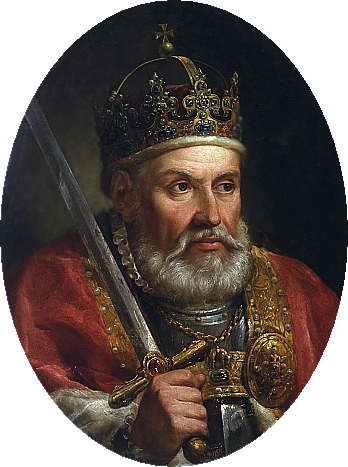
Medalló de Segimon I Jagelló el Vell

Segimon I, Segimon Jagelló o Segimon el Vell —en polonès: Zygmunt I Stary; en lituà: Žygimantas II Senasis— (Kozienice, 1 de gener de 1467 -Cracòvia, 1 d'abril de 1548), fou Rei de Polònia (1506-1548). Era fill de Casimir IV i d'Elisabet d'Àustria, germana petita del rei Ladislau Pòstum, i filla del rei Albert II i d'Elisabet de Luxemburg, la filla del rei Segimon I. El seu germà Alexandre fou rei de Polònia.
Governava el ducat de Lituània quan, per mort d'Alexandre, fou proclamat rei el 1507, El 1507, Segimon va enviar enviats a Moscou per demanar la devolució dels territoris adquirits per la treva de 1503, va rebre una factura pels territoris moscovites de Novgorod, Pskov i Ryazan.
Es consagrà tanmateix a millorar les condicions de la Hisenda, empobrida pels reis Joan, Albert i Alexandre, aconseguint-ho mercès al seu esforç i a l'habilitat del seu tresorer Johann Bonar. Durant la Revolta de Glinskis del mariscal Mykolas Glinskis hagué de lluitar contra els moscovites, que havien envaït diverses províncies dependents de Lituània, i què, lluny de retornar-les, assolaren el país units als valacs. Segimon I aconseguí sobre ells una brillant victòria a Orsza, sobre el Dnièper, el 1508 i la guerra amb Moscou va acabar amb el inconclusiu "tractat de pau etern" el 8 d'octubre de 1508, que va mantenir els acords territorials de la treva de 1503., i havent envaït els moldaus el Migdia de Polònia el 1510, també els derrotà en les ribes del Dnièster, afirmant la sobirania polonesa en la Moldo-Valàquia.
El papa Juli II, davant els èxits militars de Segimon I, el felicità calorosament i l'invità a formar una lliga amb objecte d'expulsar els turcs d'Europa; però aquests èxits excitaren també l'enveja de l'emperador Maximilià I, el qual va prometre el seu suport al tsar si aquest decidia reprendre les hostilitats. El desembre de 1512 un poderós exèrcit rus va penetrar a Lituània intentant capturar Smolensk, fracassant en dos setges en 1513 i la ciutat va caure el juliol de 1514, i malgrat la inferioritat en el nombre, després els polonesos aconseguiren infringir als russos una derrota sagnant el 1514 a la batalla d'Orša, però malgrat la seva victòria no van poder recuperar Smolensk.
Llavors Maximilià I abandonà als russos i va voler captar-se l'amistat de Segimon I oferint-li el seu suport per al Tractat de Viena (1515). El 1518, les forces russes van ser derrotades en el setge de Polotsk. Els russos van tornar a envair Lituània el 1519, atacant Orsha, Mogilev, Minsk, Vitebsk i Polotsk, i cap al 1521, Segimon havia derrotat Albert I de Prússia i s'havia aliat amb Kazan i Crimea contra Moscou. Meñli I Giray va atacar el principat de Moscou sent derrotat, i les tropes lituanes dirigides per Dashkovich van participar en l'atac i van intentar prendre Ryazan. El 1522 es va signar una treva de cinc anys, sense intercanvi de presoners i Rússia conservava el control de Smolensk. La treva es va ampliar posteriorment fins al 1534. Empesos secretament per l'emperador, els russos tornaren a realitzar diverses incursions ensems que l'Orde Livonià envaí també la Prússia polonesa amb auxili dels danesos; però Segimon va saber front aquestes amenaces. El 1525 conferí a Albert, gran mestre de la cita Orde, el títol de duc de Prússia a condició que reconegués la seva sobirania, i en els últims anys del seu regnat derrotà als valacs, que s'havien revoltat.
Segimon fou l'únic príncep cristià que ajudà a Hongria contra la invasió sarraïna. Aquest monarca fou un príncep valerós i just, que afavorí el desenvolupament de les arts i les ciències. Va casar-se amb una princesa italiana, Bona Sforza i va tenir 11 fills, entre ells els futurs reis Anna de Polònia i Segimon II August.